# Babado Novo (álbum de 2002)
Babado Novo é o álbum de estreia da banda brasileira Babado Novo. Foi lançado originalmente em 11 de maio de 2002 pela Poly Music apenas na região nordeste, sendo relançado em todo o Brasil em 5 de fevereiro de 2003 pela Universal. Foi gravado durante um show em Natal, Rio Grande do Norte e editado pelo WR Discos em Salvador, Bahia.

## Informações
O álbum foi gravado em Natal, Rio Grande do Norte e editado pelo WR Discos em Salvador, Bahia e apresenta o som dos instrumentos da percussão, mesclados à marcantes à batidas do violão de Claudia Leitte, aliados à Sérgio Rocha, guitarrista e diretor musical; Buguelo, baterista; Alan Moraes, baixista; Luciano Pinto, tecladista; Nino Bala e Durval Luz, percussionistas. O primeiro trabalho do grupo traz a regravação de "Amor Perfeito" de Roberto Carlos, "Dyer Maker" do grupo Led Zeppelin, "Selva Branca" de Chiclete com Banana e Carlinhos Brown e um medley em homanagem ao grupo É o Tchan!.

## Lançamento
O disco foi lançado originalmente em 11 de maio de 2002 apenas na região nordeste pela gravadora local Poly Music. Conforme o grupo foi ganhando repercussão e maior investimento financeiro, a capa do álbum foi alterada a partir do segundo semestre de 2002 para outra mais bem produzida. Devido ao sucesso, o grupo assinou com a Universal no final de 2002 e o disco foi relançado em todo o Brasil em 5 de fevereiro de 2003 com uma terceira capa. Na mesma época seu alcance foi expandido quando ganhou uma versão especial mais barata comercializada pela Avon, contendo até então duas faixas inéditas que futuramente fariam parte da lista de faixas do álbum Sem-vergonha.

## Desempenho comercial
O álbum debutou na parada musical brasileira "Top 40 Albums" em 1 de março de 2003 na 18ª posição. O pico do álbum na parada musical brasileira foi #9. Antes de ser lançado em todo o país pela Universal, o álbum ganhou certificado de 100 mil cópias vendidas pela gravadora Polydisc em 2002. Até junho de 2003, o álbum vendeu mais de 500 mil cópias no Brasil.

## Singles
"Cai Fora" é o primeiro single da banda, sendo lançado no primeiro semestre de 2002. Após assinar o contrato com a Universal Music, o single foi lançado em todo o país em fevereiro de 2003. O single debutou na parada musical "Brasil Top 20" no dia 8 de março de 2003, alcançando a 20ª posição da parada. No dia 26 de abril de 2003, a canção alcançou a 5ª posição como pico, permanecendo na mesma posição por duas semanas. "Canudinho" é o segundo single do álbum. Foi trabalhada no verão de 2003.
"Amor Perfeito" foi o mais notório single do álbum, alcançando uma proporção maior no território nacional. É uma regravação da canção lançada por Roberto Carlos em 1986. A versão foi bastante elogiada por Roberto, com quem Claudia gravou uma nova versão em 2005. Foi o único single do álbum que ganhou um videoclipe, sendo o primeiro da banda Babado Novo. Foi gravado em São Paulo no dia 10 de junho de 2003. Foi dirigido por Toth Brondi, sendo lançado no final de 2003.

## Lista de faixas
| Babado Novo – Edição padrão |                                                                                                   | |         |  |
| N.º                         | Título                                                                                            | Compositor(es) | Duração |  |
| 1.                          | "Amor Perfeito"                                                                                   | Michael Sullivan Paulo Massadas Lincoln Olivetti Robson Jorge                                                                               | 4:27    |  |
| 2.                          | "Cai Fora"                                                                                        | Sérgio Rocha Zeca Brasileiro Adson Tapajós                                                                                                  | 2:45    |  |
| 3.                          | "Canudinho"                                                                                       | Rocha Tapajós Brasileiro Cal Adan | 2:23    |  |
| 4.                          | "Babado Novo"                                                                                     | Alexandre Peixe Adan Beto Garrido | 2:56    |  |
| 5.                          | "Chaveca"                                                                                         | Rocha Luciano Pinto | 2:25    |  |
| 6.                          | "Dyer Maker"                                                                                      | Robert Plant Jimmy Page John Bonham John Paul Jones                                                                                         | 3:35    |  |
| 7.                          | "Eu Fico"                                                                                         | Claudia Leitte Pinto Rocha | 3:07    |  |
| 8.                          | "Selva Branca"                                                                                    | Carlinhos Brown Vevé Calazans | 3:28    |  |
| 9.                          | "Pot-pourri Do Tchan: Fissura / Paquerei / Pau Que Nasce Torto / Melô Do Tchan / Goma de Engomar" | André Hold, Junior Garyn, Binho Nunes, Sand, Jair Bala, Beto Jamaica, Compadre Washington, Cau Lima, Bieco do Tchan, Cissinho, Sérgio Rocha | 6:52    |  |
| 10.                         | "Amor à Prova"                                                                                    | Rocha Brasileiro Tapajós | 2:38    |  |
| 11.                         | "Meu Segredo"                                                                                     | Rocha Leitte | 3:33    |  |
| 12.                         | "Não, Não"                                                                                        | Rocha Leitte | 2:41    |  |
| 13.                         | "Perdi a Minha Paz"                                                                               | Luciano Pinto | 2:48    |  |
| Duração total:              | Duração total:                                                                                    | Duração total: | 40:48   |  |

| Babado Novo – Edição especial da Avon |                                                                                                   | |         |  |
| N.º                                   | Título                                                                                            | Compositor(es)                                                                                                | Duração |  |
| 1.                                    | "Cai Fora"                                                                                        | Rocha Brasileiro Tapajós                                                                                      | 2:45    |  |
| 2.                                    | "Uau" (Uau do Babado)                                                                             | Pinto Alex Napolitano Nino Balla Alan Moraes                                                                  | 3:06    |  |
| 3.                                    | "Eu Fico"                                                                                         | Leitte Pinto Rocha                                                                                            | 3:07    |  |
| 4.                                    | "Dyer Maker"                                                                                      | Plant Page Bonham Jones                                                                                       | 3:35    |  |
| 5.                                    | "Amor Perfeito"                                                                                   | Sullivan Massadas Olivetti Jorge                                                                              | 4:27    |  |
| 6.                                    | "Canudinho"                                                                                       | Rocha Tapajós Brasileiro Adan                                                                                 | 2:23    |  |
| 7.                                    | "Safado, Cachorro, Sem-vergonha"                                                                  | Luz Balla Cristiane Teles Moraes Júnior Seixas Luizinho Napolitano Pinto                                      | 2:54    |  |
| 8.                                    | "Babado Novo"                                                                                     | Peixe Adan Garrido                                                                                            | 2:56    |  |
| 9.                                    | "Não, Não"                                                                                        | Rocha Leitte                                                                                                  | 2:41    |  |
| 10.                                   | "Chaveca"                                                                                         | Rocha Pinto                                                                                                   | 2:25    |  |
| 11.                                   | "Selva Branca"                                                                                    | Brown Calazans                                                                                                | 3:28    |  |
| 12.                                   | "Amor à Prova"                                                                                    | Rocha Tapajós Brasileiro                                                                                      | 2:38    |  |
| 13.                                   | "Pot-pourri Do Tchan: Fissura / Paquerei / Pau Que Nasce Torto / Melô Do Tchan / Goma de Engomar" | Hold, Garyn, Nunes, Sand, Jair Bala, Beto Jamaica, Compadre Washington, Lima, Bieco do Tchan, Cissinho, Rocha | 6:52    |  |
| 14.                                   | "Meu Segredo"                                                                                     | Rocha Leitte                                                                                                  | 3:33    |  |
| 15.                                   | "Perdi a Minha Paz"                                                                               | Luciano Pinto                                                                                                 | 2:48    |  |
| Duração total:                        | Duração total:                                                                                    | Duração total:                                                                                                | 46:08   |  |

## Certificados e vendas
| País (Provedor) | Certificação | Vendas  |
| --------------- | ------------ | ------- |
| Brasil (ABPD)   | Ouro         | 500.000 |

## Equipe técnica
| Críticas profissionais | Críticas profissionais |
| Avaliações da crítica  | Avaliações da crítica  |
| Fonte                  | Avaliação              |
| ---------------------- | ---------------------- |
| Carnasite              | [ 14 ]                 |

Todos os dados abaixo foram retirados do encarte do álbum
Ficha técnica
Jacksandro Santos (técnico de gravação e técnico de mixagem)
Luigi Hoffer (técnico de masterização)
Manoel Castro (diretor e produtor)
Cal Adan (diretor e produtor)
Sérgio Rocha (diretor, produtor, produção artística, arranjos e direção musical)
Nelsinho (diretor e produtor)
Claudia Leitte (produção artística)
Junior (assistente de produção)
Pimenta (assistente de produção)
Banda Babado Novo (arranjos)
Músicos
Claudia Leitte (voz e violão)
Sérgio Rocha (guitarra e violão)
Luciano Pinto (teclado)
Alan Moraes (baixo)
Buguelo (bateria)
Nino Balla (percussão)
Durval Luz (percussão)
Nathan Santos (roadie)
Robô (roadie)
Nilo Aragão (técnico de som)
Alex Politano (técnico de som)
Augusto (segurança)
Capa (1ª edição)
Osmar Gama (fotos)
Pedrinho da Rocha (projeto gráfico)
Sacha Santos (finalização de arte)
Capa (2ª edição e edição especial da Avon)
Osmar Gama (fotos)
Lívio Iago (projeto gráfico)
Capa (3ª edição)
Gustavo Malheiros (fotos)
Chico (assistente)
Rosane Amora (figurino)
Christiano Menezes (projeto gráfico)
Michael Canno (manipulação de imagens)
Gê Alves Pintos (coordenação gráfica)
Geysa Adnet (coordenação gráfica)

## Histórico de Lançamento
| País   | Data                                  | Formato | Gravadora  |
| ------ | ------------------------------------- | ------- | ---------- |
| Brasil | 11 de maio de 2002                    | CD      | Poly Music |
| Brasil | 5 de fevereiro de 2003 (relançamento) | CD      | Universal  |